# Phacelia humilis
Phacelia humilis är en strävbladig växtart som beskrevs av Torr och Samuel Frederick Gray. Phacelia humilis ingår i Faceliasläktet som ingår i familjen strävbladiga växter. Utöver nominatformen finns också underarten P. h. dudleyi.